# Paragaleus tengi
El gáleo comadreja (Paragaleus tengi) es una especie de elasmobranquio carcarriniforme de la familia Hemigaleidae.